# قصر حدادة

حمادي الجبالي رئيس الحكومة يصلي في مسجد قصر الحدادة.

قصر الحدادة هي قرية تونسية، تستلهم إسمها من قصر حدادة (قصر) وهو أحد أشهر القصور الأثرية القديمة في الجنوب الشرقي للبلاد التونسية.

إداريا، قصر الحدادة هي عمادة تقع في معتمدية غمراسن من ولاية تطاوين في الجنوب التونسي.

## الجغرافيا

### الموقع
تحيط بقصر الحدادة سلسلة جبلية، ويوجد به واد يتراوح عمقه بين 25 و 50 مترا، يسمى القَطَّار.

وجدت العديد من المستحاثات في القرية وحولها.

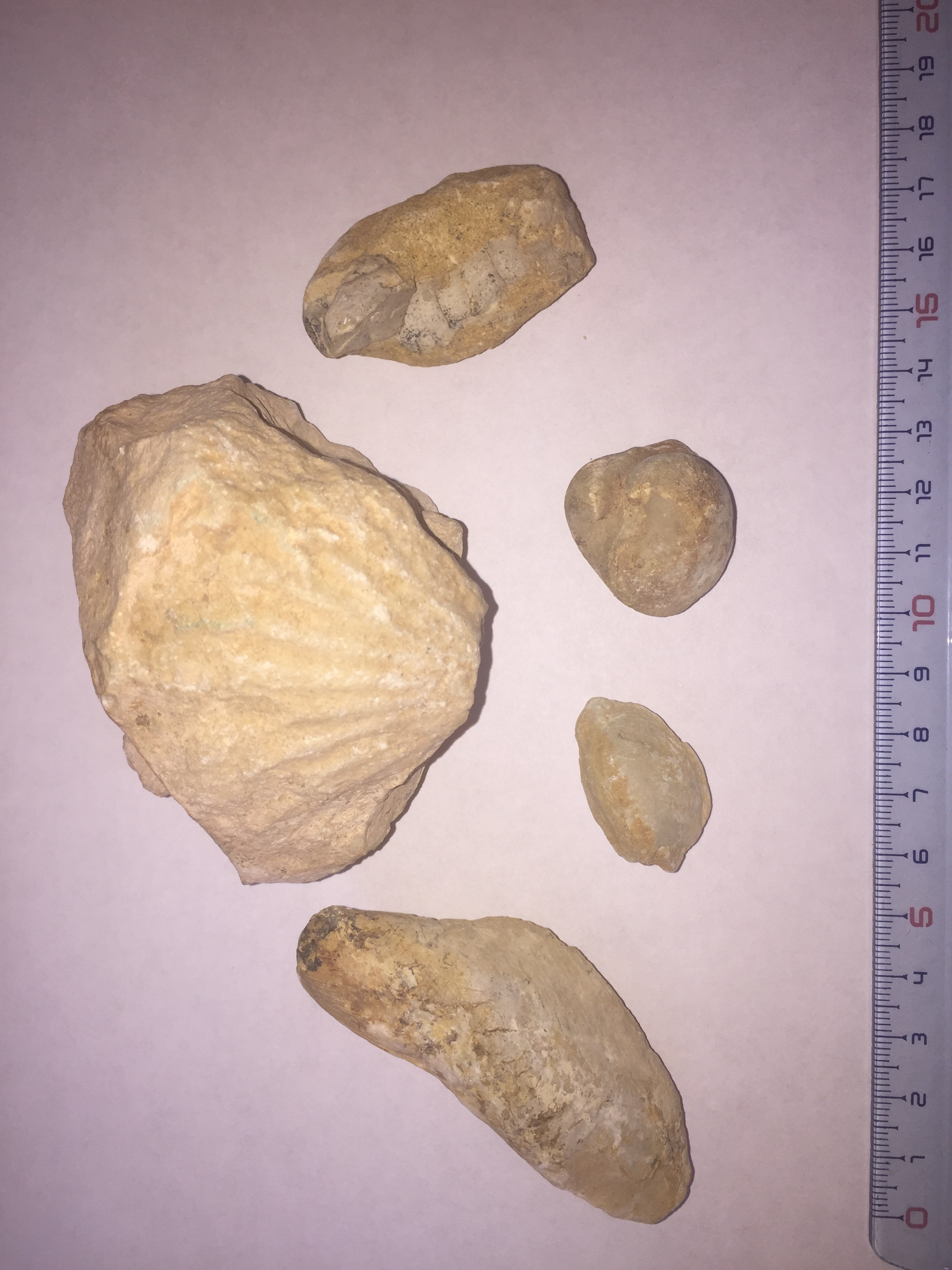
حفريات وجدت في قصر حدادة.

### المناخ
مناخ هذه المنطقة شبه قاحل، حيث تقع الصحراء على بعد خمسين كيلومترا عنها. الأمطار تبلغ ذروتها في الشتاء ولكنها قليلة جدا في بقية السنة. بالنسبة لدرجات الحرارة، فيمكن أن تبلغ 48 درجة مئوية في الصيف، وتنزل لدرجة الصفر في ليالي الشتاء.

## السكان والمجتمع

### السكان
يبلغ متساكني قصر الحدادة حوالي 1142 نسمة في 2014, لكن يوجد نسبة كبيرة أخرى من السكان يقيمون في الخارج (أساسا في فرنسا والجزائر) ويعودون لإمضاء العطلة الصيفية في تونس.

### التعليم
تحتوي القرية على مدرسة ابتدائية وروضة أطفال، ولكنها لا تملك لا مدرسة إعدادية ولا معهد ثانوي، ولكن يوجد خطوط نقل مخصصة لربط القرية بالمدرستين الإعداديتين والمعهدين الثانويين المتواجدين بمدينة غمراسن.

### البنية التحتية
جامع القرية شيد في بداية القرن العشرين، وشهد عدة توسيعات وتحسينات في الخمسينات وأواخر الثمانينات. يمكن أن نجد أيضا مكتبة وملعب حي ودار ثقافة، كما يوجد عدة متاجر ومقهيين إثنين.

## السياحة
يوجد في قصر الحدادة مبنى قديم وهو قصر حدادة (قصر) وأصل تسمية المدينة يتكون من 567 غرفة تمتد على مساحة 6400 متر مربع، وأصبح الآن مركزا سياحيا بالجهة. 

وقد صوٌر في قصر حدادة (قصر) فيلم حرب النجوم تحديدا الجزء الأول: تهديد الشبح للمخرج الأمريكي جورج لوكاس سنة 1997، وتم تسمية المنطقة موس إسبا من كوكب تاتوين أين ولدت الشخصية أنكين سكايوالكر.

## السياسة

### الإدارة
يقود قصر الحدادة عمدة، ومجلس قروي. أغلب الإدارات ترجع لمعتمدية غمراسن وكذلك يتم نقاش المشاريع التي تخص القرية في المجلس البلدي لغمراسن، ويمكن أن يتدخل العمدة ومعتمد غمراسن ووالي ولاية تطاوين.
| الاسم                                  | بداية العهدة | نهاية العهدة | الحزب                      |
| -------------------------------------- | ------------ | ------------ | -------------------------- |
| محمد اليحياوي                          | ≈1991        | 2011         | التجمع الدستوري الديمقراطي |
| 2014-2011: لا يوجد عمدة، فقط مجلس قروي |              |              |                            |
| طارق اليحياوي                          | 2014         | 2016         | مستقل                      |
| عبد المنعم اليحياوي                    | 2016         | 2017         | مستقل                      |

### الانتخابات
| الانتخابات  | السنة | المركز الأول    | المركز الأول | المركز الثاني             | المركز الثاني | نسبة المشاركة | المصادر     |
| ----------- | ----- | --------------- | ------------ | ------------------------- | ------------- | ------------- | ----------- |
| مجلس تأسيسي | 2011  | حركة النهضة     | 74.81%       |                           |               | 61%           |             |
|             |       |                 |              |                           |               |               |             |
| الرئاسية    | 2014  | المنصف المرزوقي | 91.11%       | الباجي قائد السبسي        | 8.22%         | 61.53%        | [ 4 ] [ 5 ] |
|             |       |                 |              |                           |               |               |             |
| التشريعية   | 2014  | حركة النهضة     | 63.09%       | الشعب يريد (قائمة مستقلة) | 10.41%        | 64.17%        | [ 6 ]       |

## شخصيات متعقلة
- مختار اليحياوي (1952-2015): قاضي وناشط حقوقي تونسي قبل الثورة التونسية.
- زهير اليحياوي (1967-2005): ناشط ومدون تونسي، توفي جراء التعذيب من قبل نظام زين العابدين بن علي، ابن أخت مختار.
- أميرة اليحياوي (1984-): ناشطة مدنية بعد الثورة التونسية، رئيسة منظمة البوصلة لمراقبة السلطة التشريعية، ابنة مختار.

## تكريم
سمي حقل نفط بري في الجنوب التونسي باسم قصر الحدادة تكريما له.

## معرض الصور

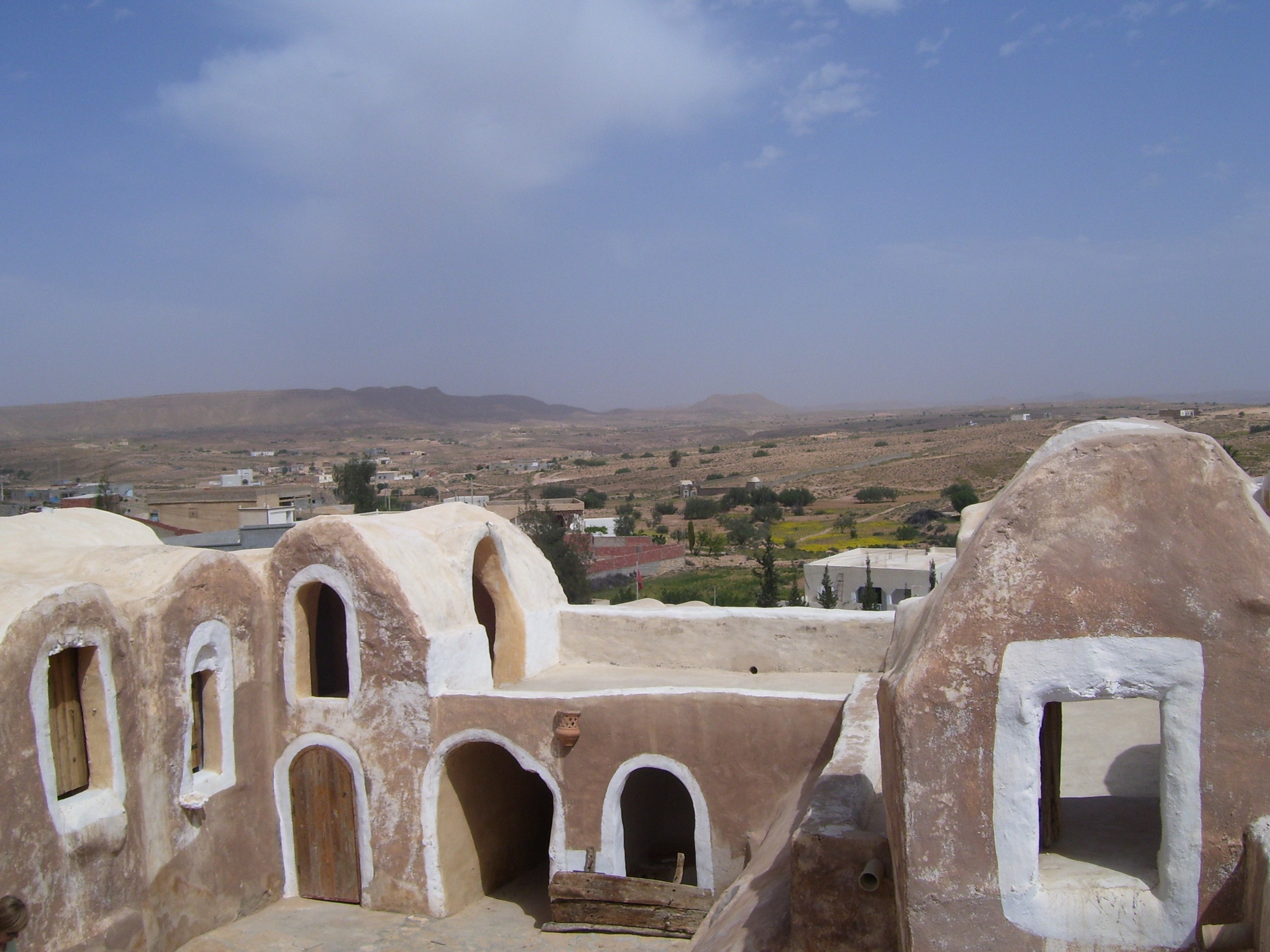
جزء من داخل القصر
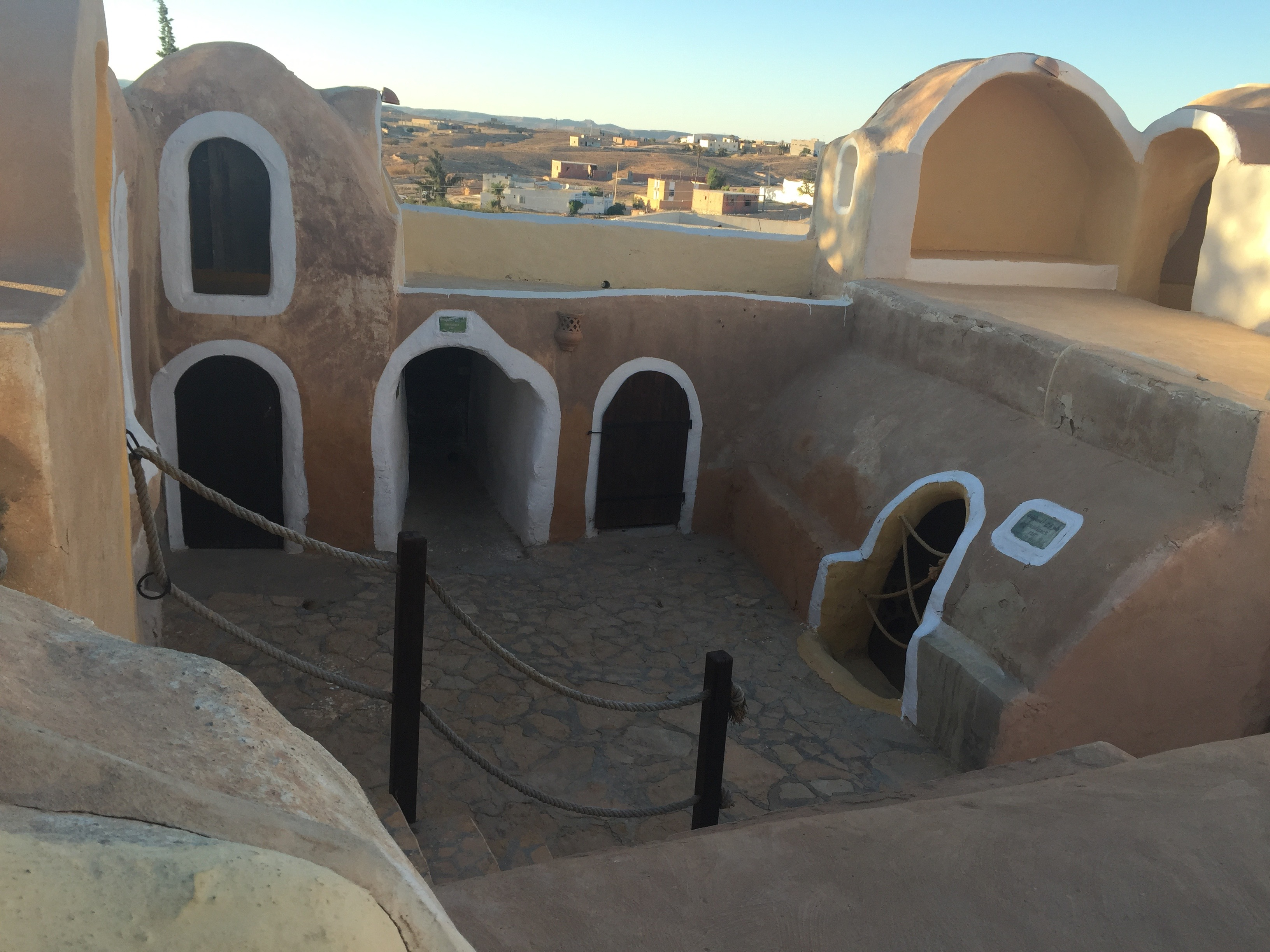
مجموعة من الغرف في القصر
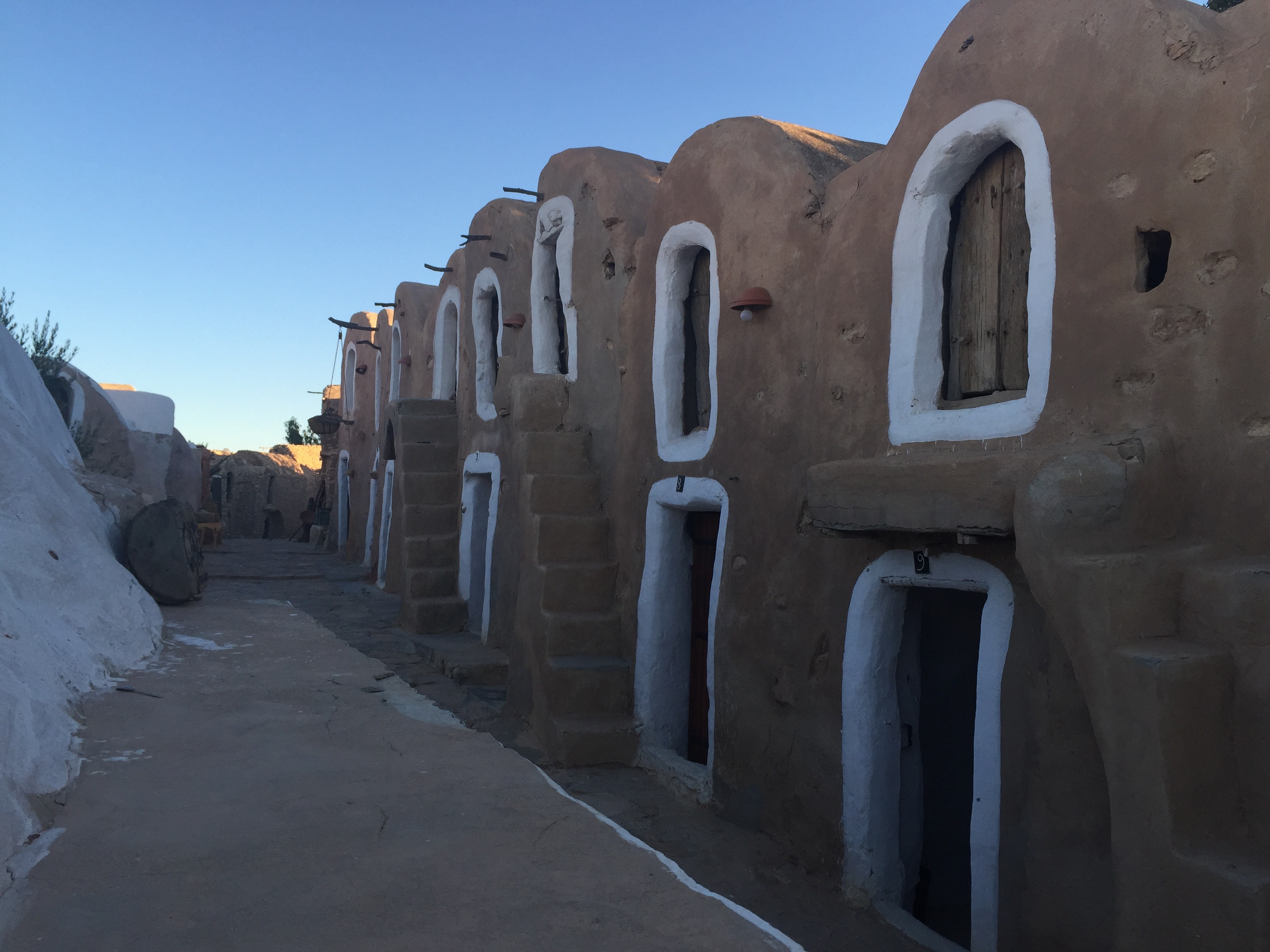
مجموعة من الغرف في القصر
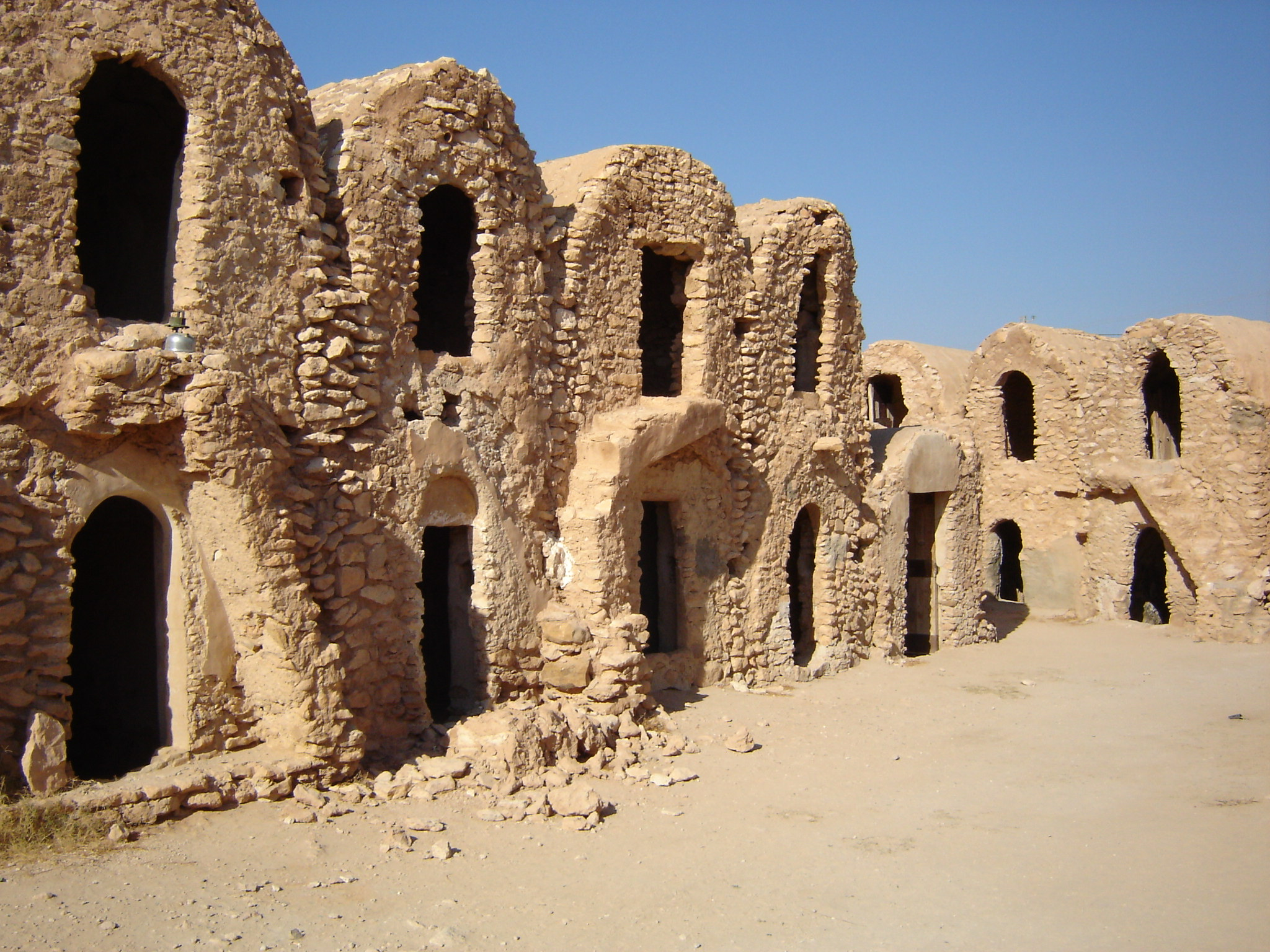
قصر الحدادة
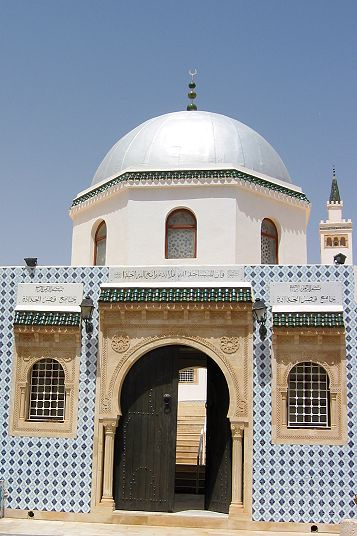
باب جامع قصر الحدادة
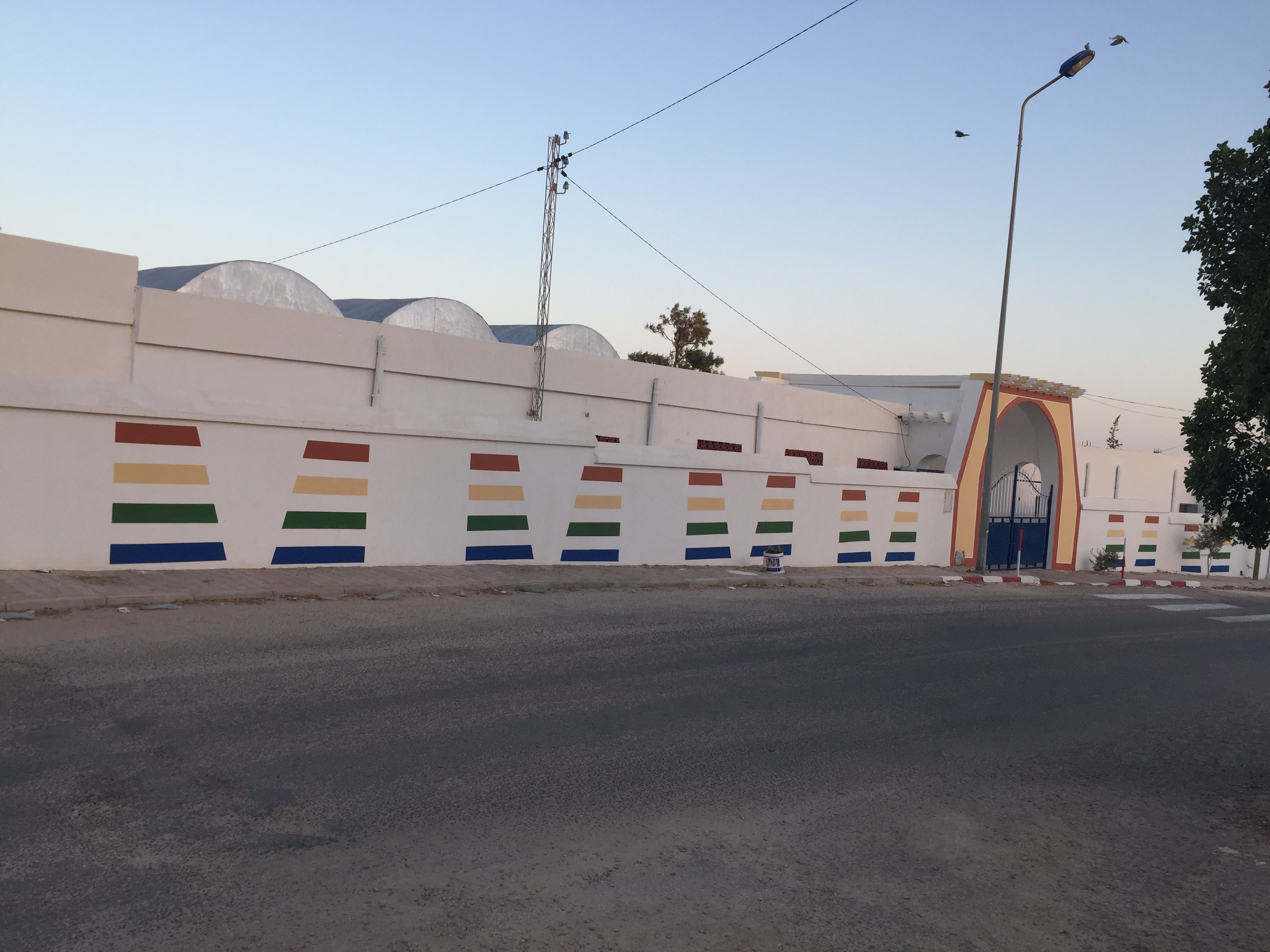
واجهة المدرسة
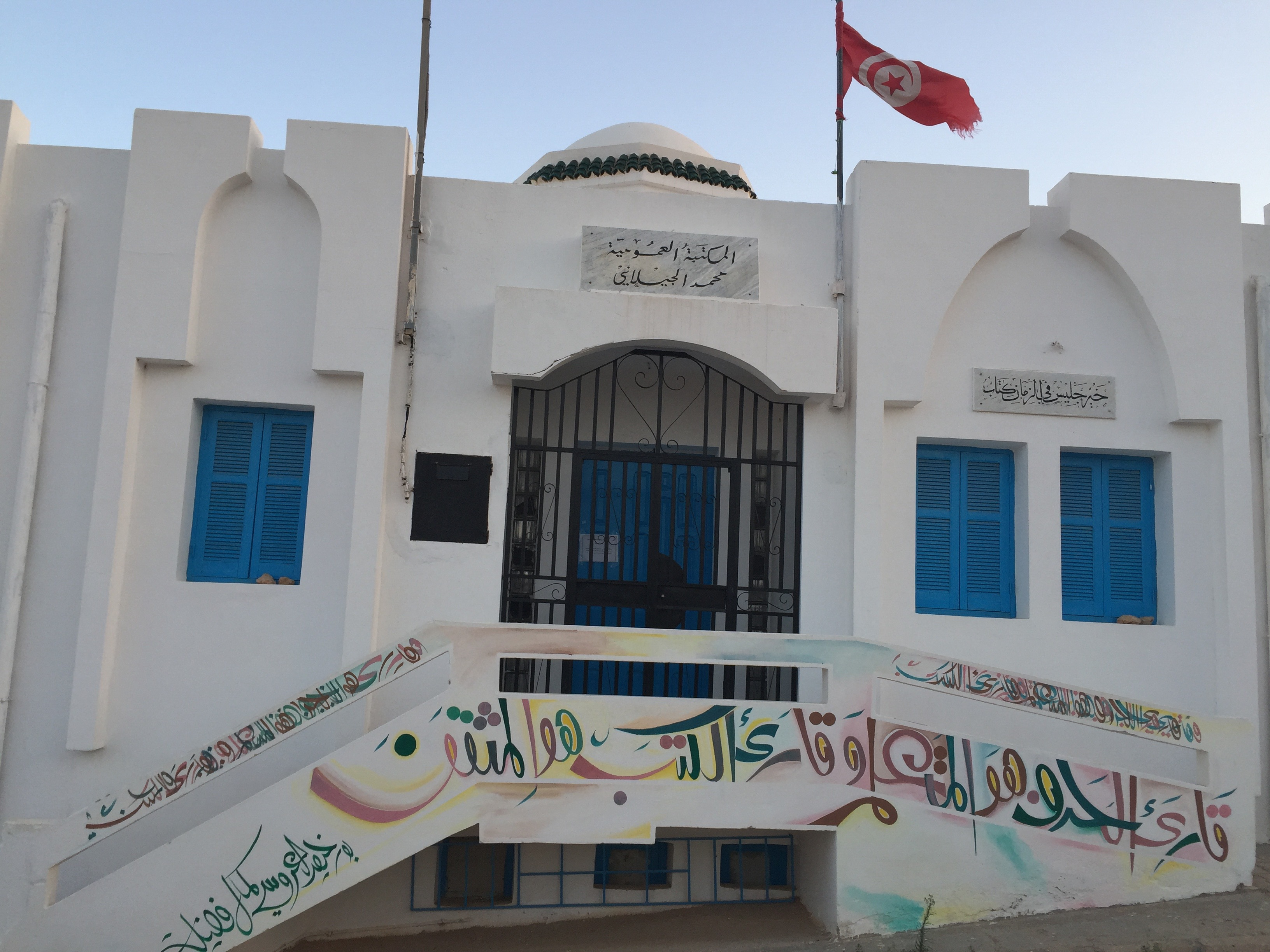
واجهة المكتبة
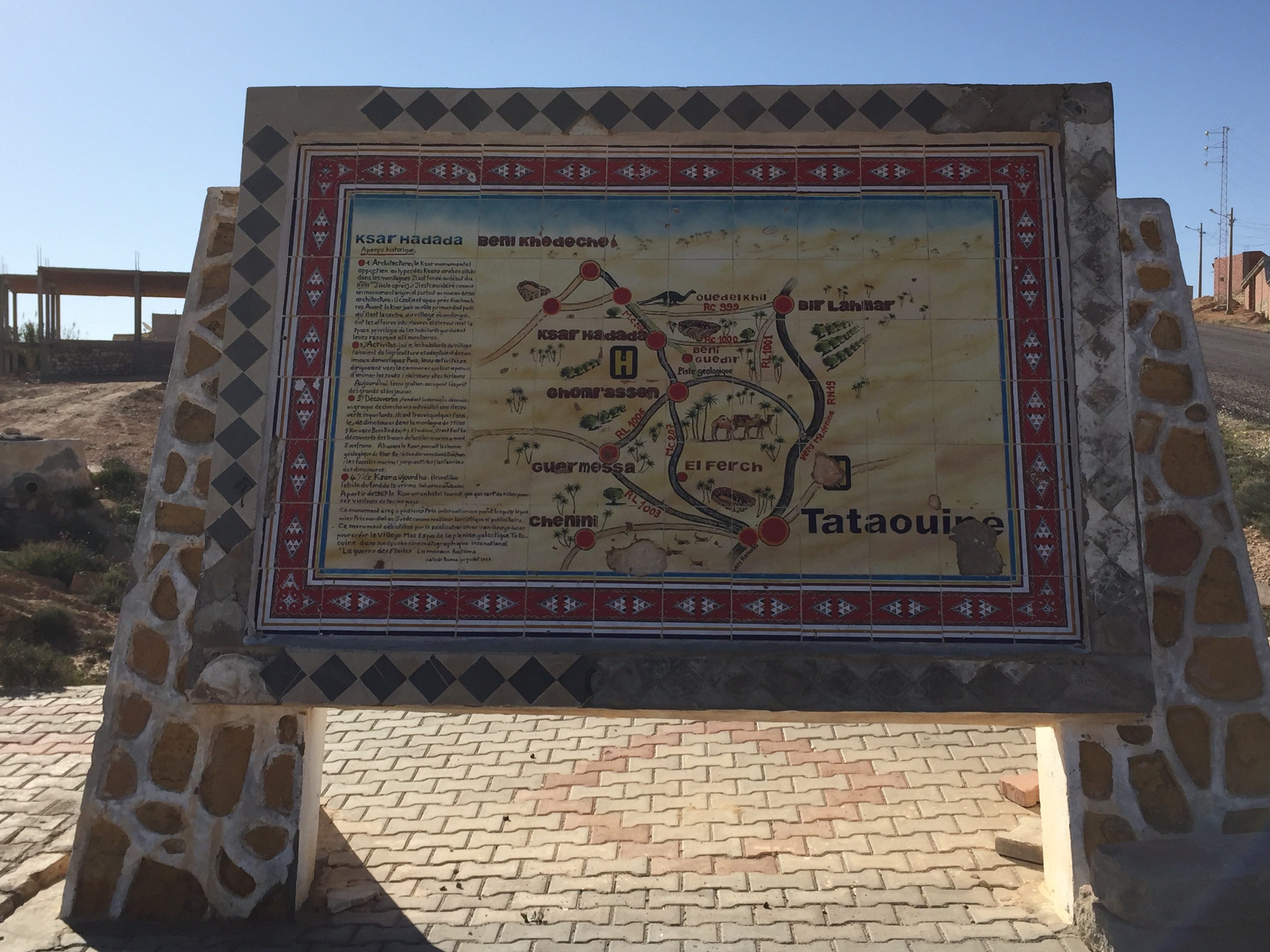
خارطة لولاية تطاوين في مدخل القرية.